# 拉斐尔·梅舒朗
拉斐尔·梅舒朗（希伯來語：‎，1930年11月5日—2023年3月9日）是一名保加利亞裔以色列有機化學家，也是以色列耶路撒冷希伯來大學的藥物化學教授。梅舒朗最著名的研究是對大麻的主要活性成分Δ9-四氫大麻酚的分離、結構闡明和全合成，以及與他的學生、博士後和合作者一起分離和鑑定大腦中的內源性大麻素花生四烯乙醇胺和周圍器官中的2-花生四烯酸甘油（2-AG）。

## 生平
梅舒朗於1930年出生於保加利亞索菲亞的一個塞法迪猶太人家庭。他的父親是一名醫生，是當地一家醫院的院長，而他的母親曾在柏林學習，享受著一個富裕的猶太家庭的生活。他在一所美國小學上學，直到他的父母因為反猶太主義法律而被迫離開家鄉，他的父親隨後被送入集中營，他在集中營中倖存下來。1944年，共產黨接管了迄今為止親德國的保加利亞，之後他學習化學工程，但他對其不感興趣。1949年，他的家人移民到以色列，後來他在那裡學習化學。他在以色列軍隊中獲得第一個研究經驗，從事殺蟲劑的研究。
梅舒朗於1952年在耶路撒冷希伯來大學獲得生物化學碩士學位，並於1958年在魏茨曼科學研究學院獲得博士學位，其論文是關於類固醇的化學。1959年至1960年，他在紐約洛克菲勒大學研究所進行博士後研究後。1960年至1965年，他是魏茨曼科學研究學院的科學工作人員，之後轉到耶路撒冷希伯來大學，在那裡他於1972年成為教授，並從1975年起成為Lionel Jacobson藥物化學教授。他於1979年至1982年擔任校長，並於1983年至1985年擔任副校長（1983-85）。1994年，他被選為以色列科學院的成員。梅舒朗是國際大麻藥物協會和國際大麻研究協會的創始成員之一。
梅舒朗於2023年3月9日逝世，享年92歲。

## 延伸閱讀
- Mechoulam, Raphael. . Annual Review of Pharmacology and Toxicology. 2023-01-20, 63 (1): 1–13  [2023-03-14]. ISSN 0362-1642. doi:10.1146/annurev-pharmtox-051921-083709. （原始内容存档于2022-10-26） （英语）.

## 外部連結
- "The Scientist" （页面存档备份，存于） a documentary about the life and work of Raphael Mechoulam